# Andreasvorstadt
Die Andreasvorstadt ist eine der historischen Vorstädte und ein heutiger Stadtteil Erfurts.
Sie liegt nördlich der Altstadt vor dem Andreastor und erstreckt sich zwischen der Hannoverschen Straße (ehemalige Bundesstraße 4) und der Gera (im Süden auch darüber hinaus bis zur Magdeburger Allee) vom Andreastor im Süden bis zur Riethstraße im Norden. Mitten durch den Stadtteil verläuft die Nordhäuser Straße als wichtige Verkehrsachse. Sie ist die flächenkleinste, aber einwohnerstärkste der Erfurter Vorstädte mit 15.556 Einwohnern (31. Dezember 2010) auf einer Fläche von 2,85 km². Der Großteil der Bevölkerung, etwa 13.000 Einwohner, konzentriert sich im südlichen Drittel der Andreasvorstadt, das durch eine sehr hohe Bevölkerungsdichte gekennzeichnet ist. Vorherrschende Struktur sind hier planvoll angelegte Straßenzüge aus Mietshäusern, die etwa zwischen 1880 und 1910 errichtet wurden. Der nördliche Teil der Andreasvorstadt ist hingegen nicht von Wohnbebauung geprägt, wenngleich es Straßen mit Eigenheimen gibt. Große Flächen nehmen hier der Campus der Universität Erfurt, der Nordpark und das Klinikum Erfurt ein.
Die Andreasvorstadt ist ein vergleichsweise junger Stadtteil mit Ansätzen von studentischer Prägung. Ihr Name leitet sich vom Andreastor und dieser wiederum von der Andreaskirche nach dem heiligen Andreas ab.

## Geografie
Die Andreasvorstadt grenzt nördlich an die Erfurter Altstadt an und ist jener Teil des ehemaligen Erfurter Stadtgebiets zwischen der befestigten Stadt im Süden, Marbach im Westen, Gispersleben im Norden und Ilversgehofen im Osten. Nach der heutigen Definition der Stadtteilgrenzen liegen folgende Stadtteile an der Andreasvorstadt an: Gispersleben am Grenzweg im Norden, der Berliner Platz und das Rieth als Plattenbaugebiete im Nordosten, Ilversgehofen an der Gera im Osten, die Johannesvorstadt an der Magdeburger Allee im Südosten, die Altstadt am Stadtring im Süden, die Brühlervorstadt an der Heinrichstraße im Südwesten und Marbach an der Hannoverschen Straße im Westen.
Das Gelände ist größtenteils flach und teilweise auch hügelig. Die Gera am Ostrand ist der wichtigste Wasserlauf in der Andreasvorstadt, daneben fließt auch die Schmale Gera durch das Mühlenviertel im Osten der Andreasvorstadt. Außerdem laufen der Gera von Westen mehrere kleine Täler wie etwa das Borntal zu. Der Abbruch der Alacher Höhe zum Tal der Gera ist in der Andreasvorstadt deutlich wahrnehmbar. Am sichtbarsten ist er in Form der Auenschanze zwischen Baumerstraße oben und Auenstraße unten mit einem Höhenunterschied von etwa 25 Metern. Auch in einigen Straßennamen (Bergstraße, Treppenstraße) spiegelt sich das Geländeprofil der Andreasvorstadt wider. Der höchste Punkt ist das Binderslebener Knie ganz im Südwesten mit etwa 220 Metern, der niedrigste die Gera an der Radrennbahn im Norden mit etwa 180 Metern.
Früher wurde die Fläche der Andreasvorstadt landwirtschaftlich genutzt, ehe ab 1873 die Bebauung begann. Heute ist der Großteil der 2,84 km² bebaut, außerdem existiert mit dem Nordpark an der Gera die größte innerstädtische Grünfläche Erfurts. Am westlichen Rand der Andreasvorstadt an der Hannoverschen Straße gibt es auch noch Freiflächen, die landwirtschaftlich genutzt werden, allerdings dehnt sich hier die Bebauung zunehmend aus.

## Viertel

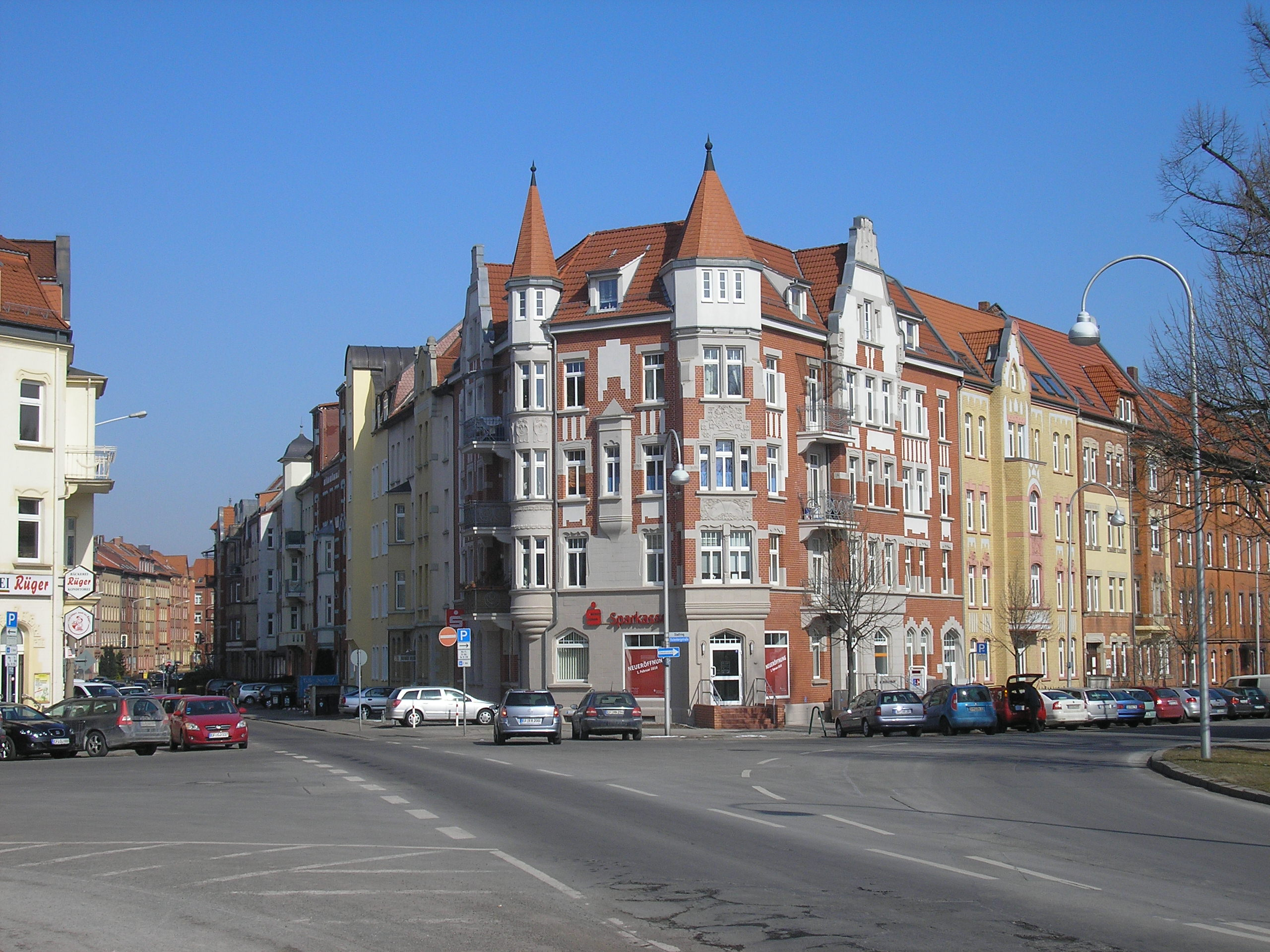
Bebauung am Gutenbergplatz mit Blick durch die Albrechtstraße im Borntalviertel

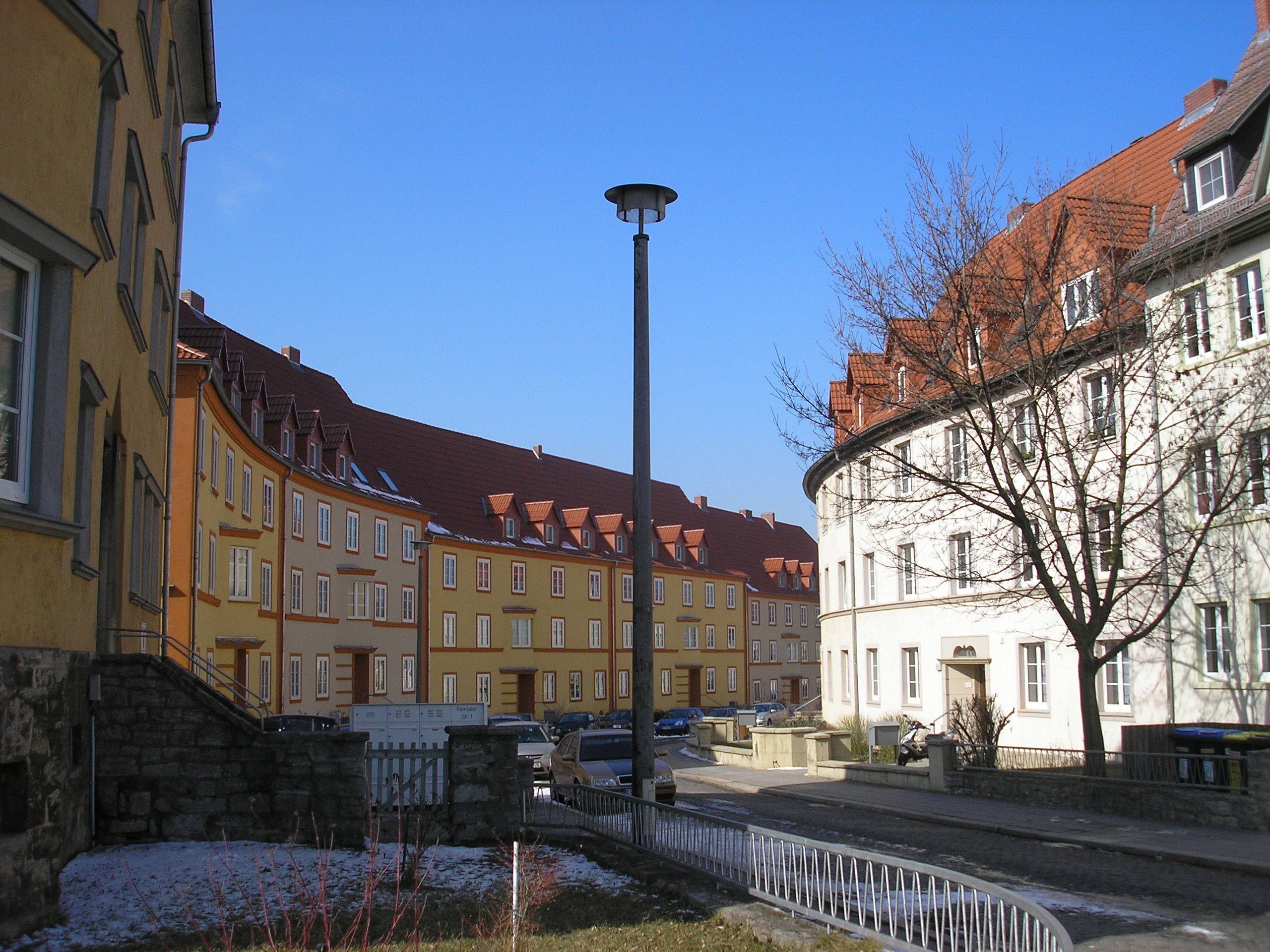
Mietshäuser aus den 1920er-Jahren in der Reinthalerstraße im Borntalviertel

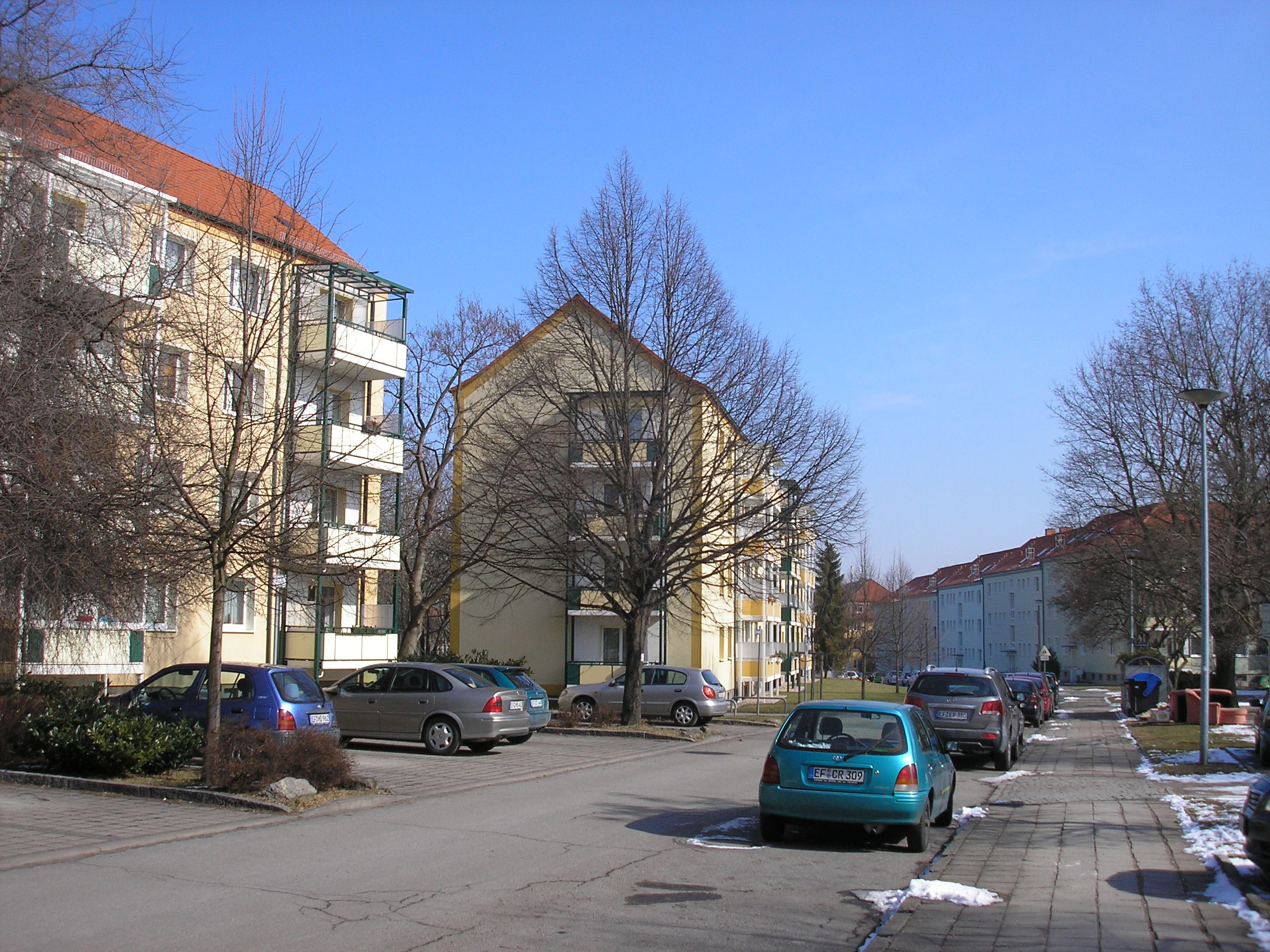
Altneubauten im Borntalviertel

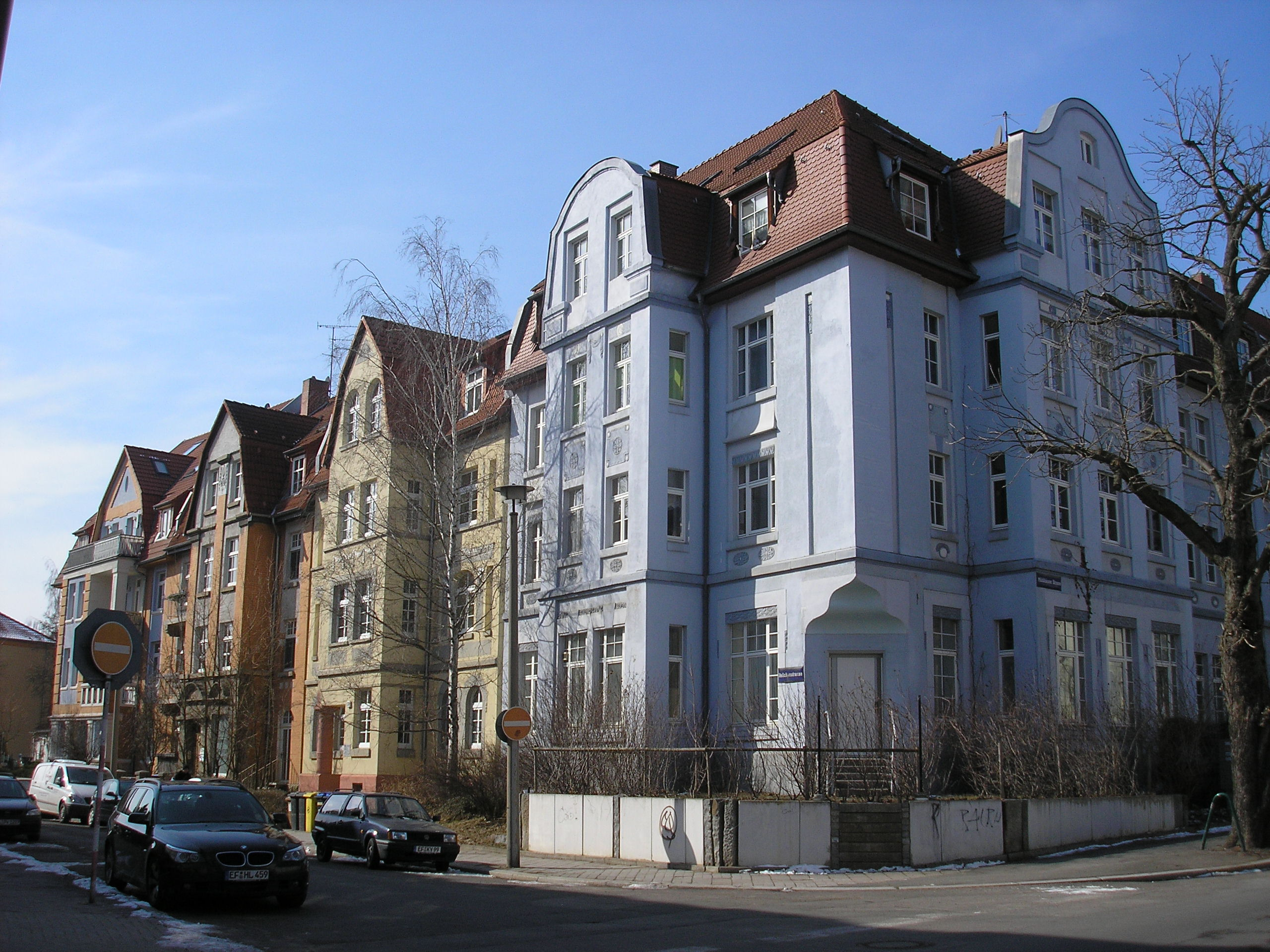
Häuser an der Veilchenstraße im Blumenviertel

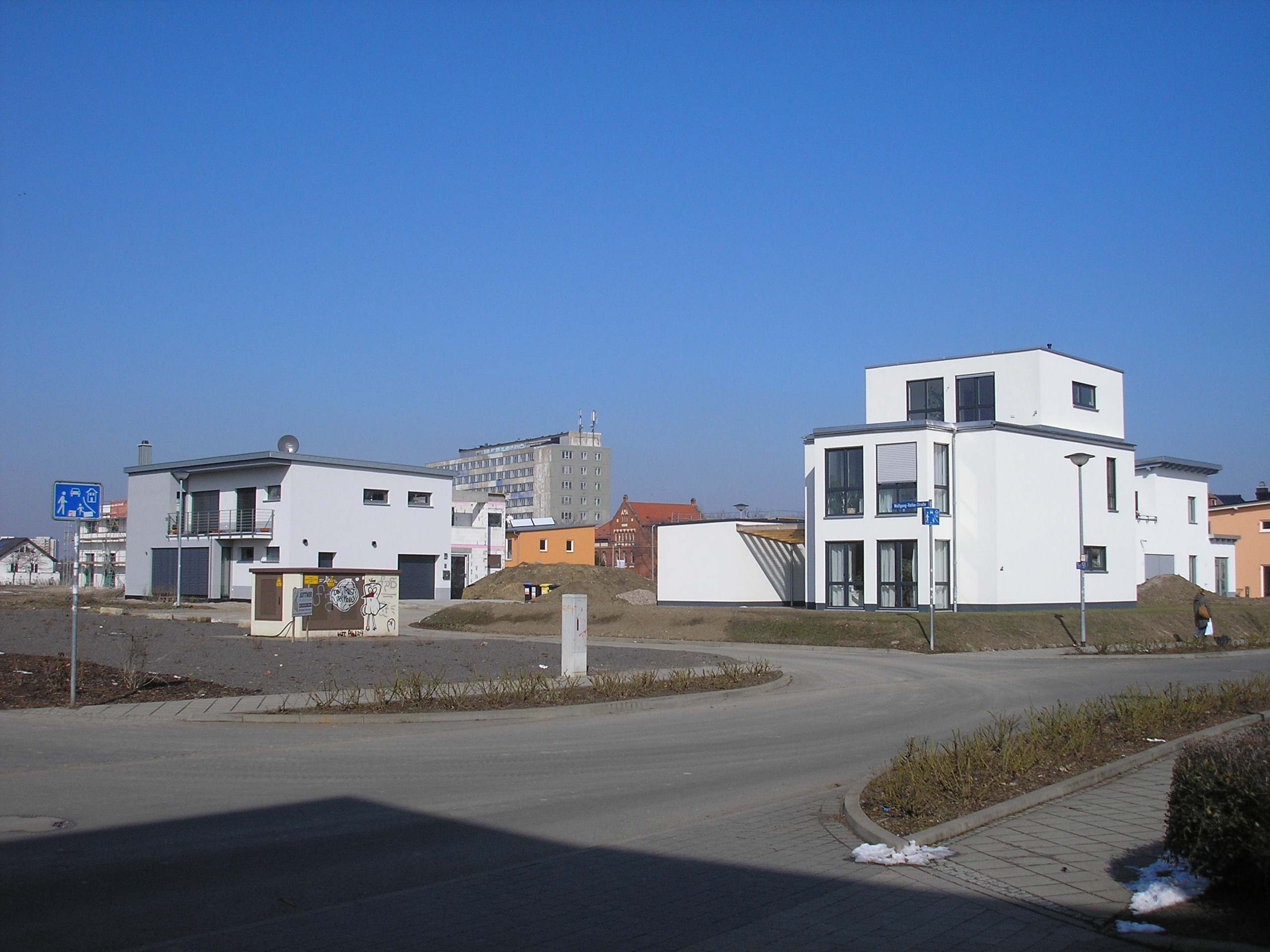
Neue Einfamilienhäuser im Universitätsgarten (Blumenviertel)

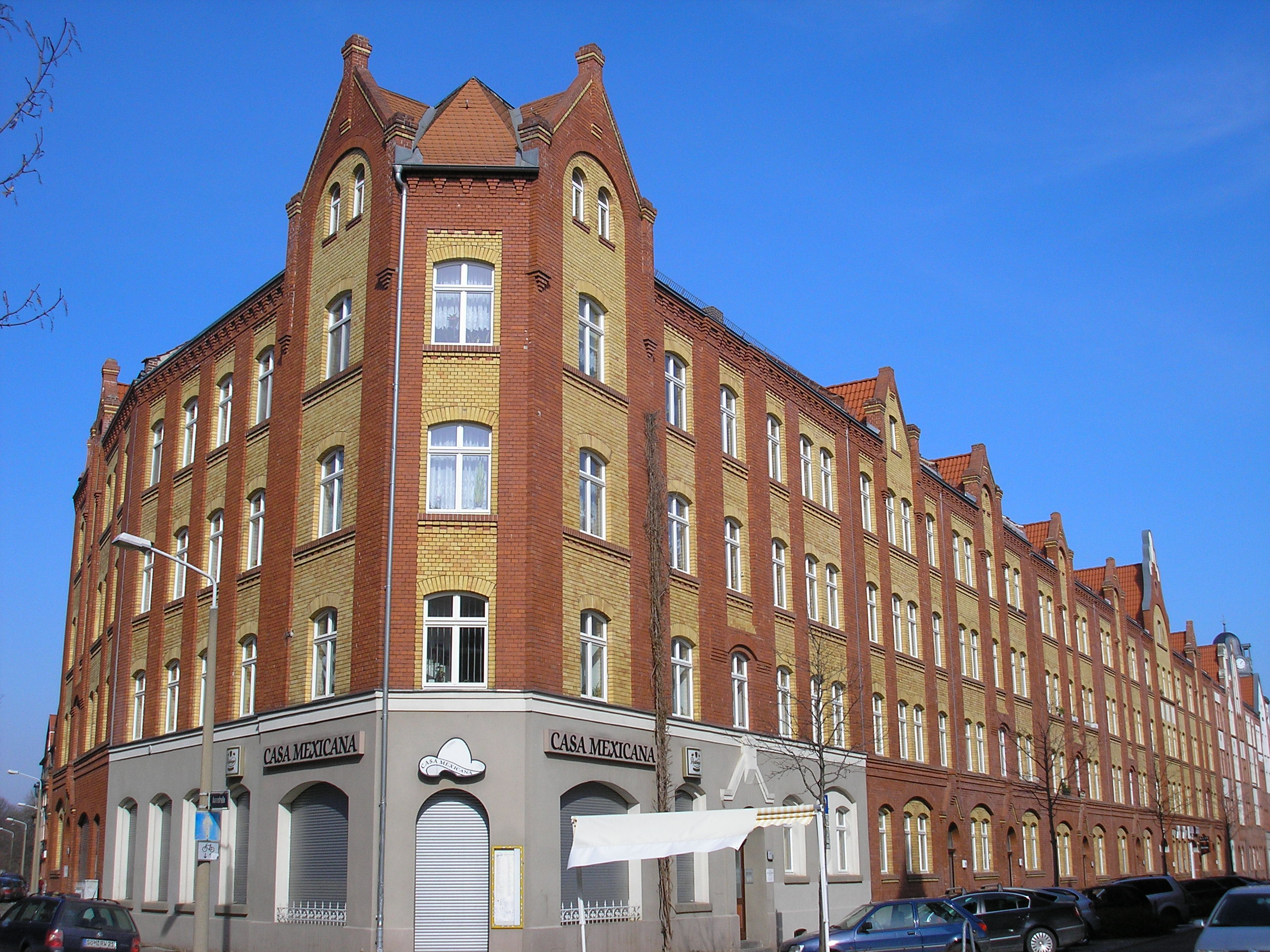
Früher Genossenschaftswohnungsbau aus der Zeit um 1900 an der Karlstraße im Auenviertel

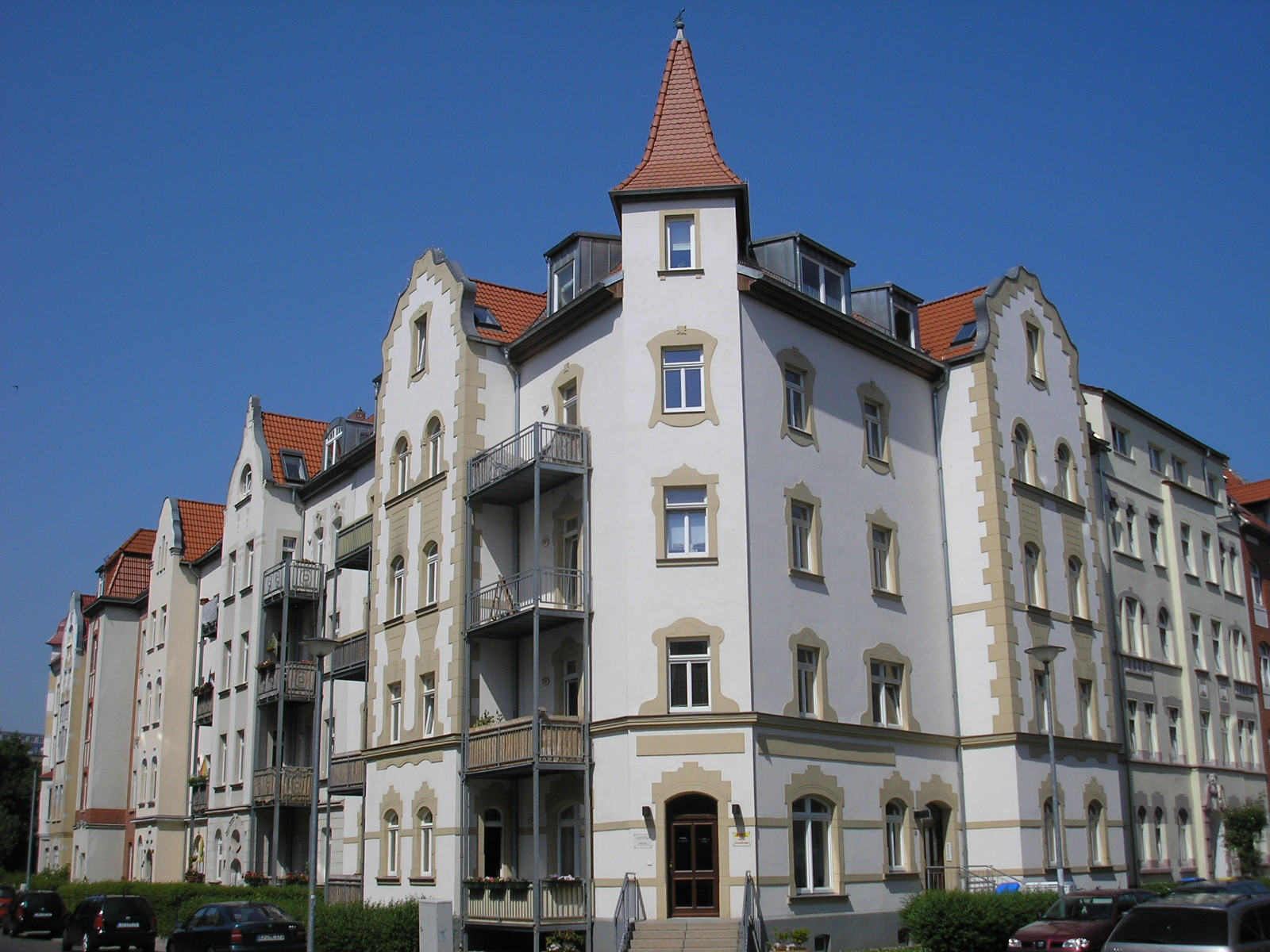
Wohnhäuser am Storchmühlenweg im Mühlenviertel

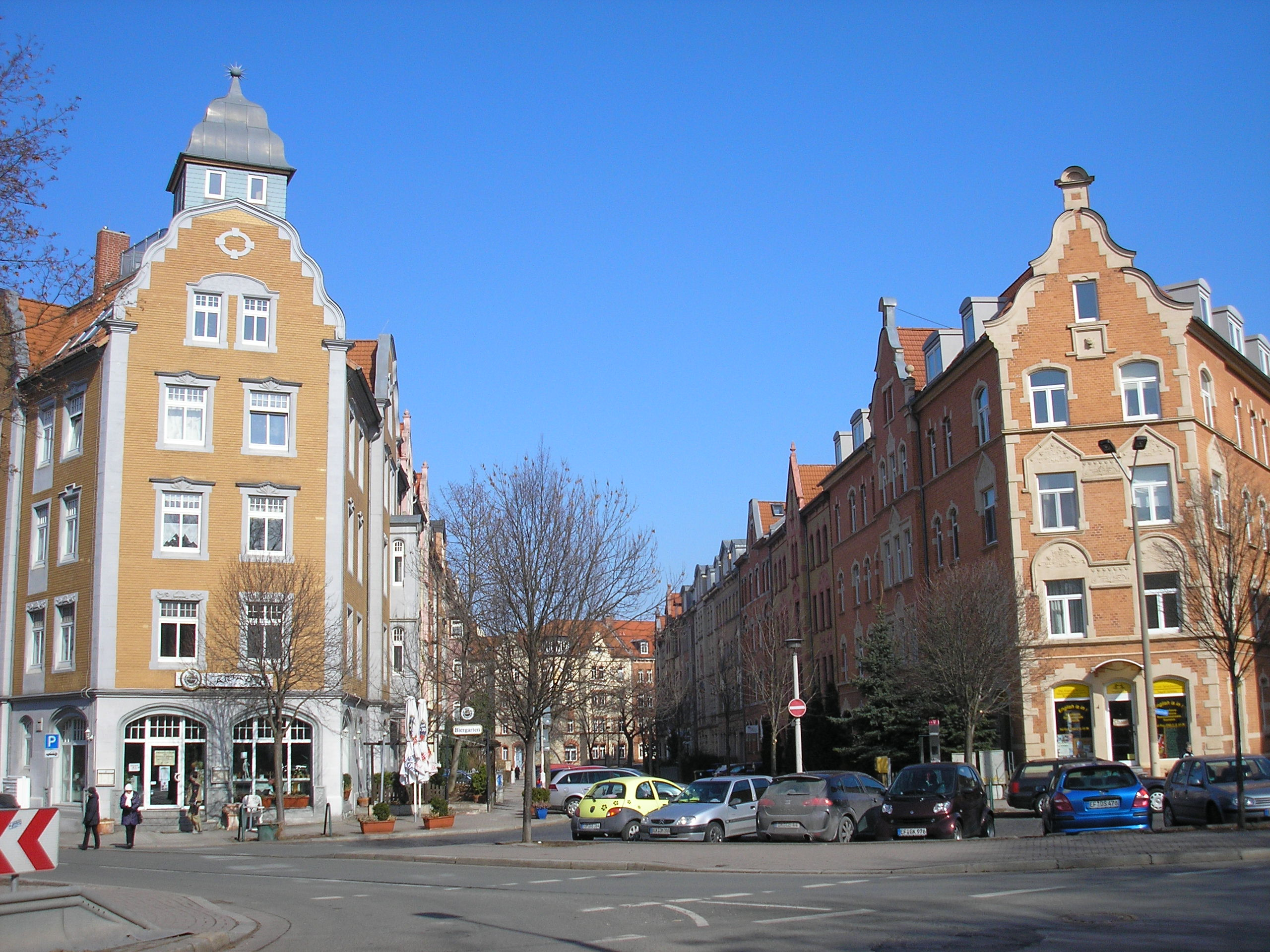
Blick in den Waidmühlenweg im Mühlenviertel

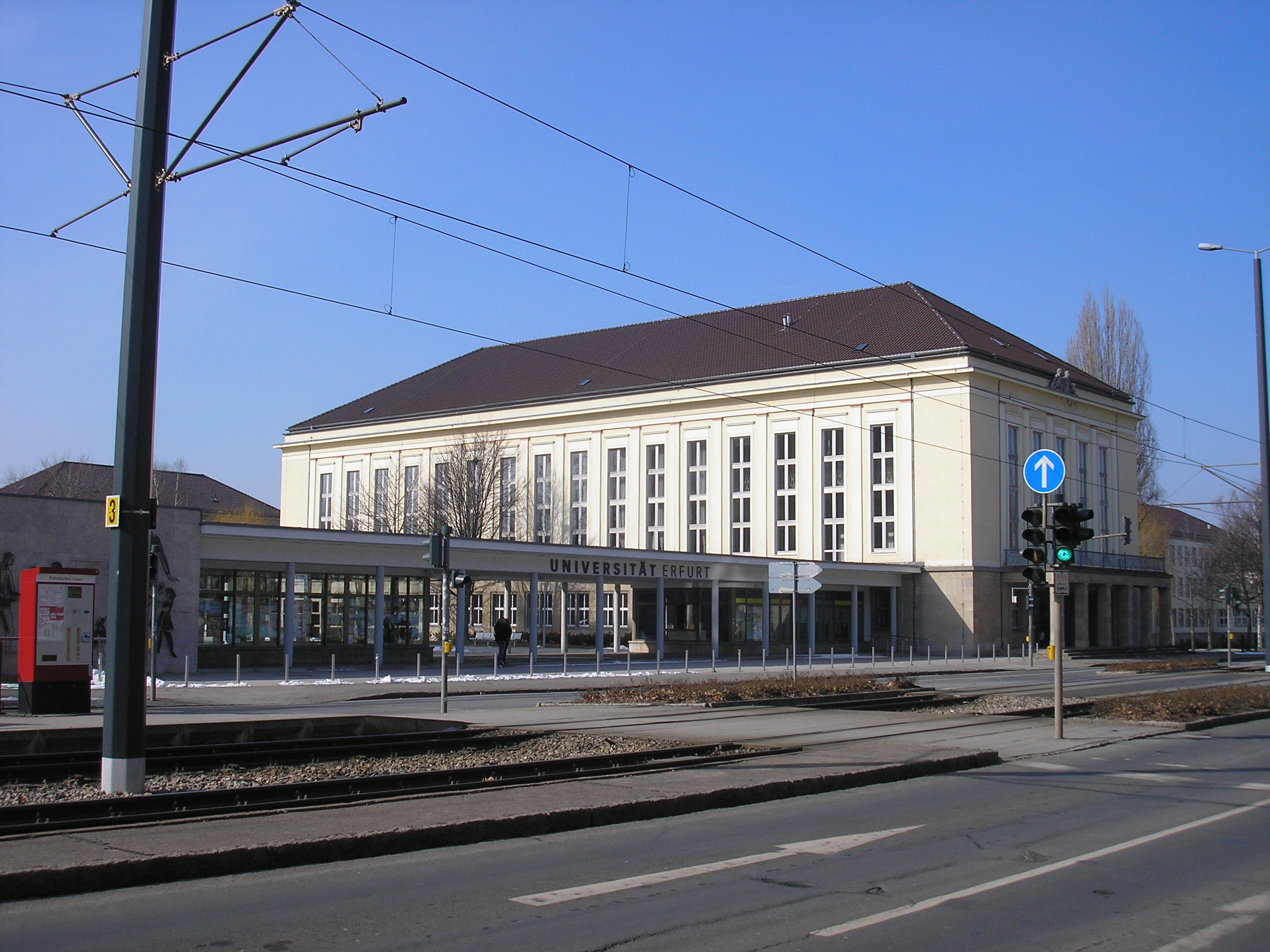
Eingang der Universität mit Audimax

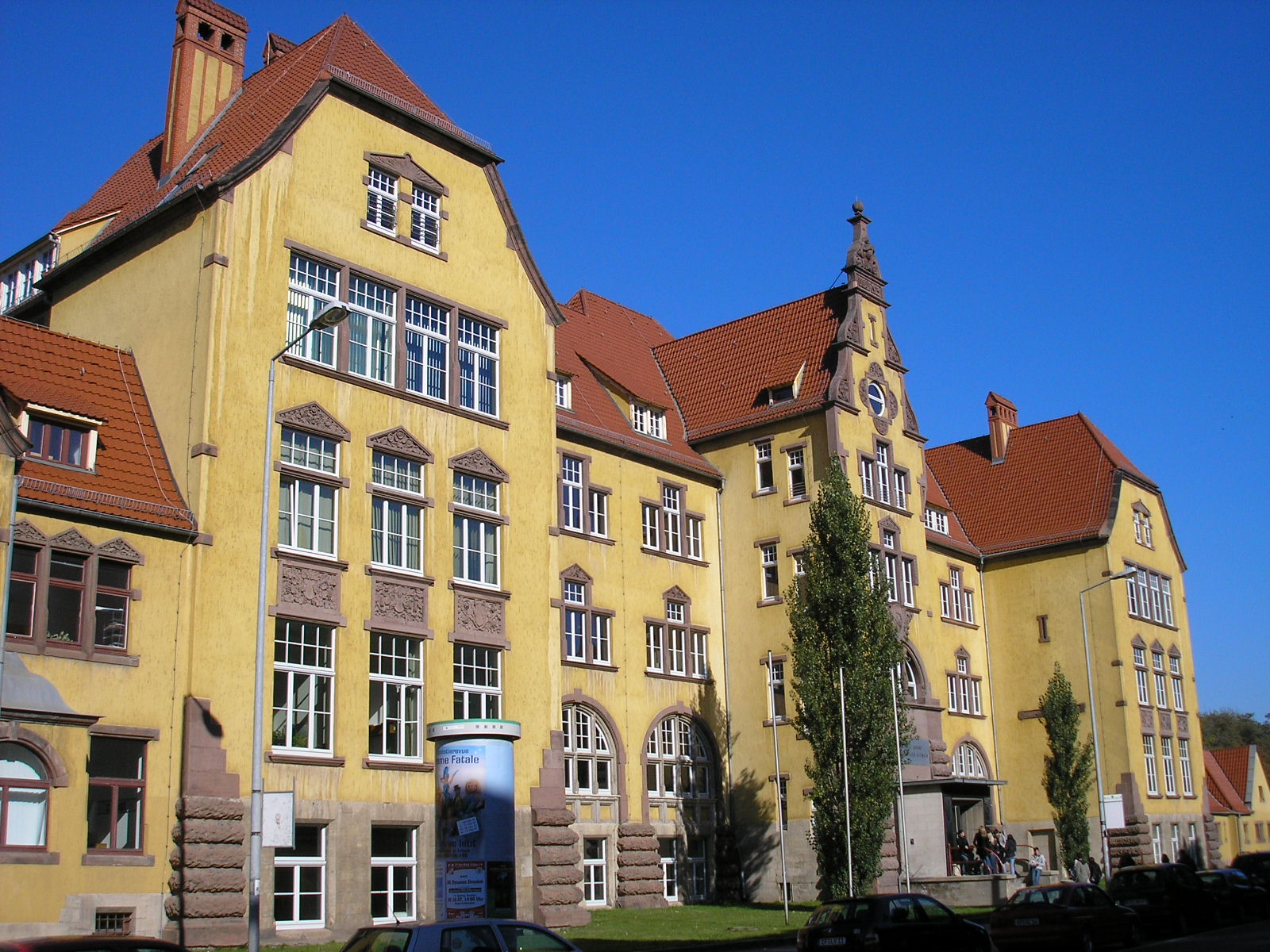
Die ehemalige Bauschule, heute Fachbereich Architektur der FH

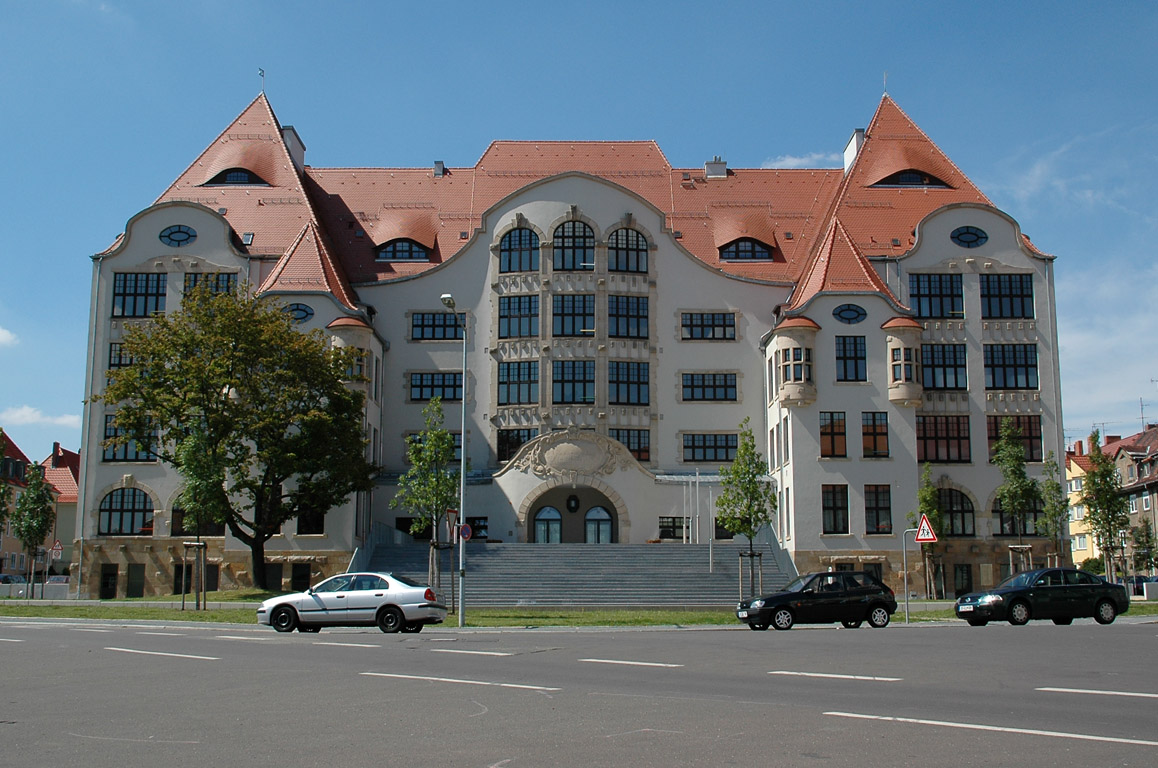
Das Gutenberggymnasium

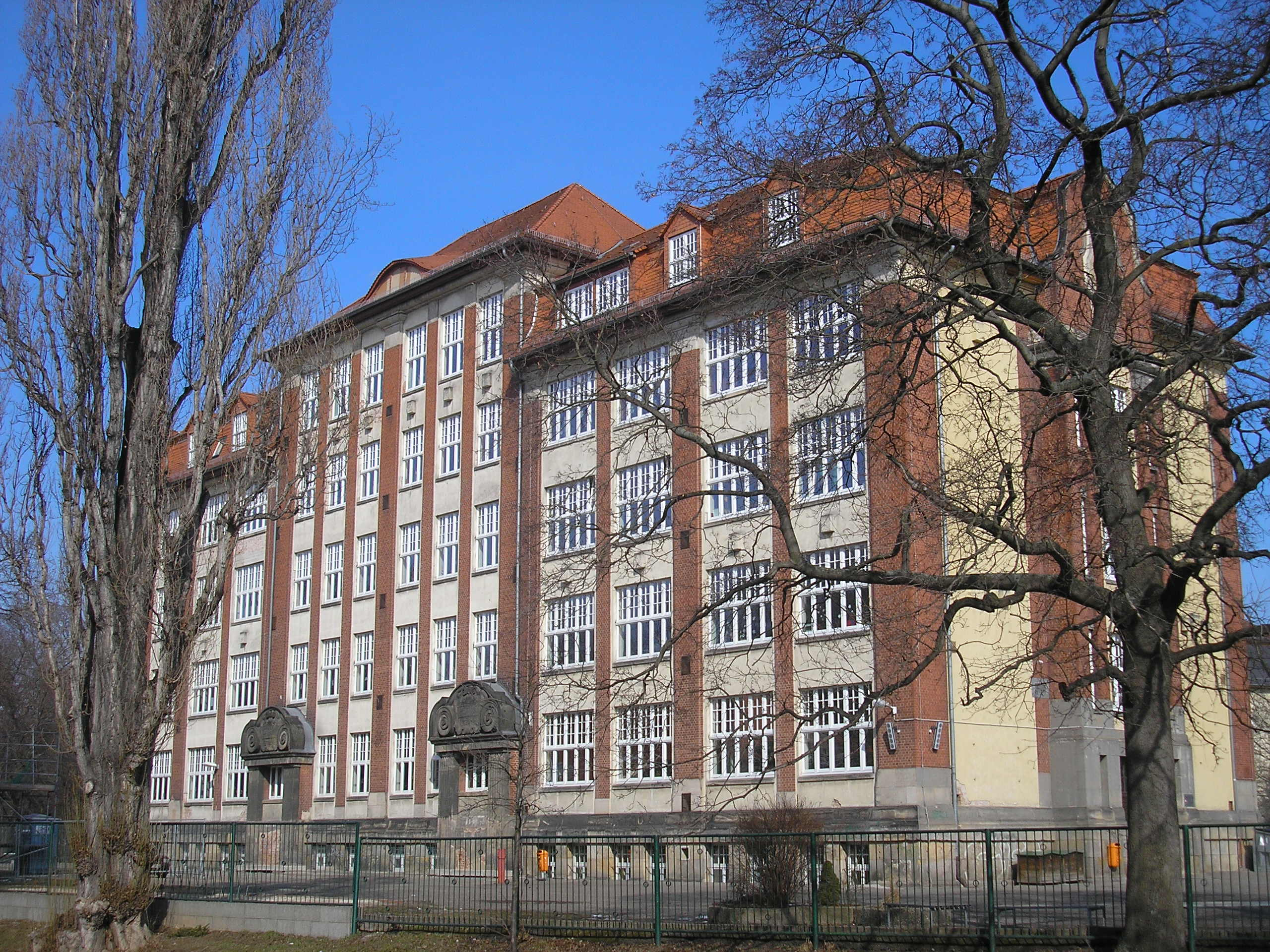
Die Lutherschule

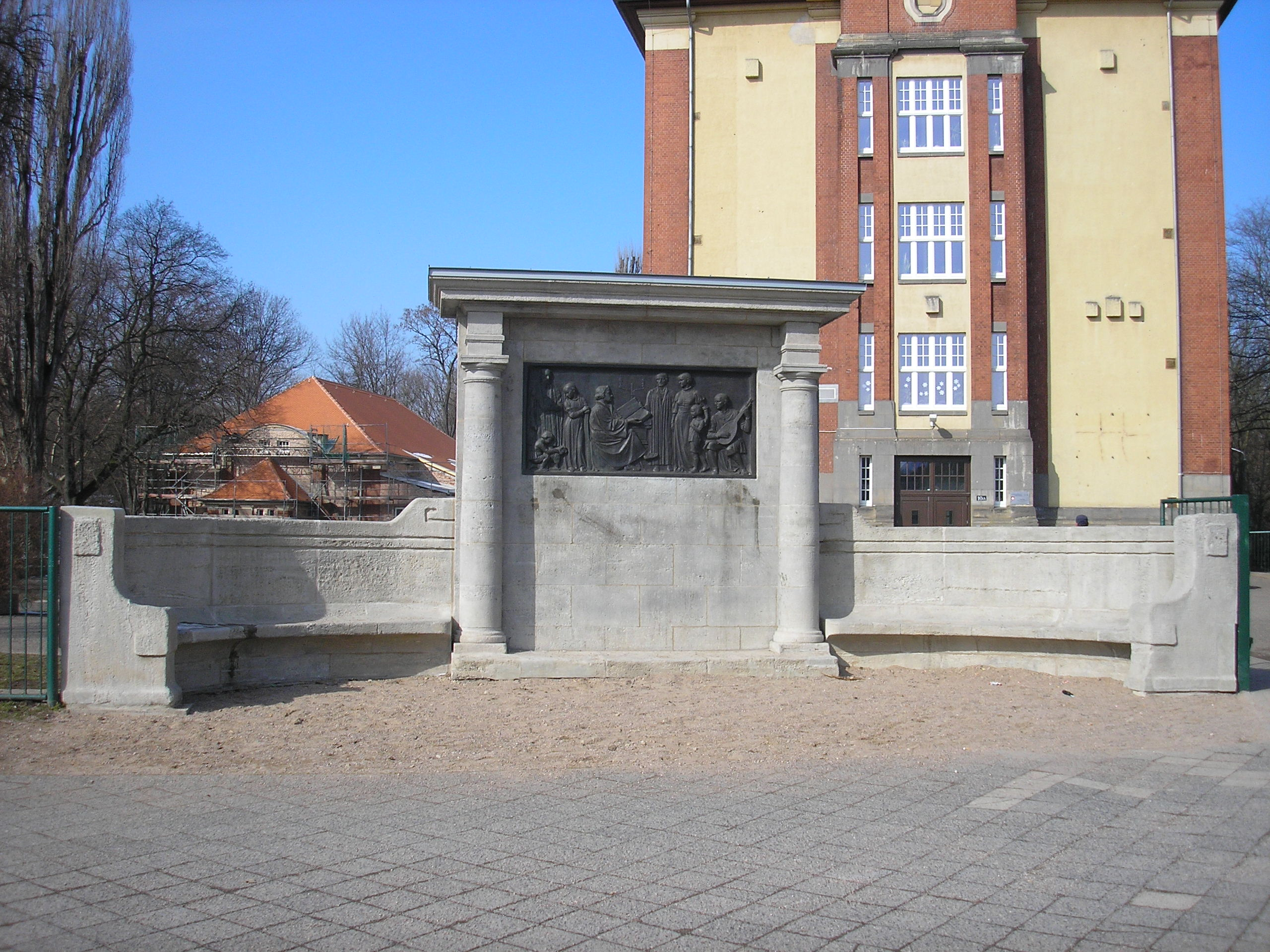
Das Lutherdenkmal an der Schule

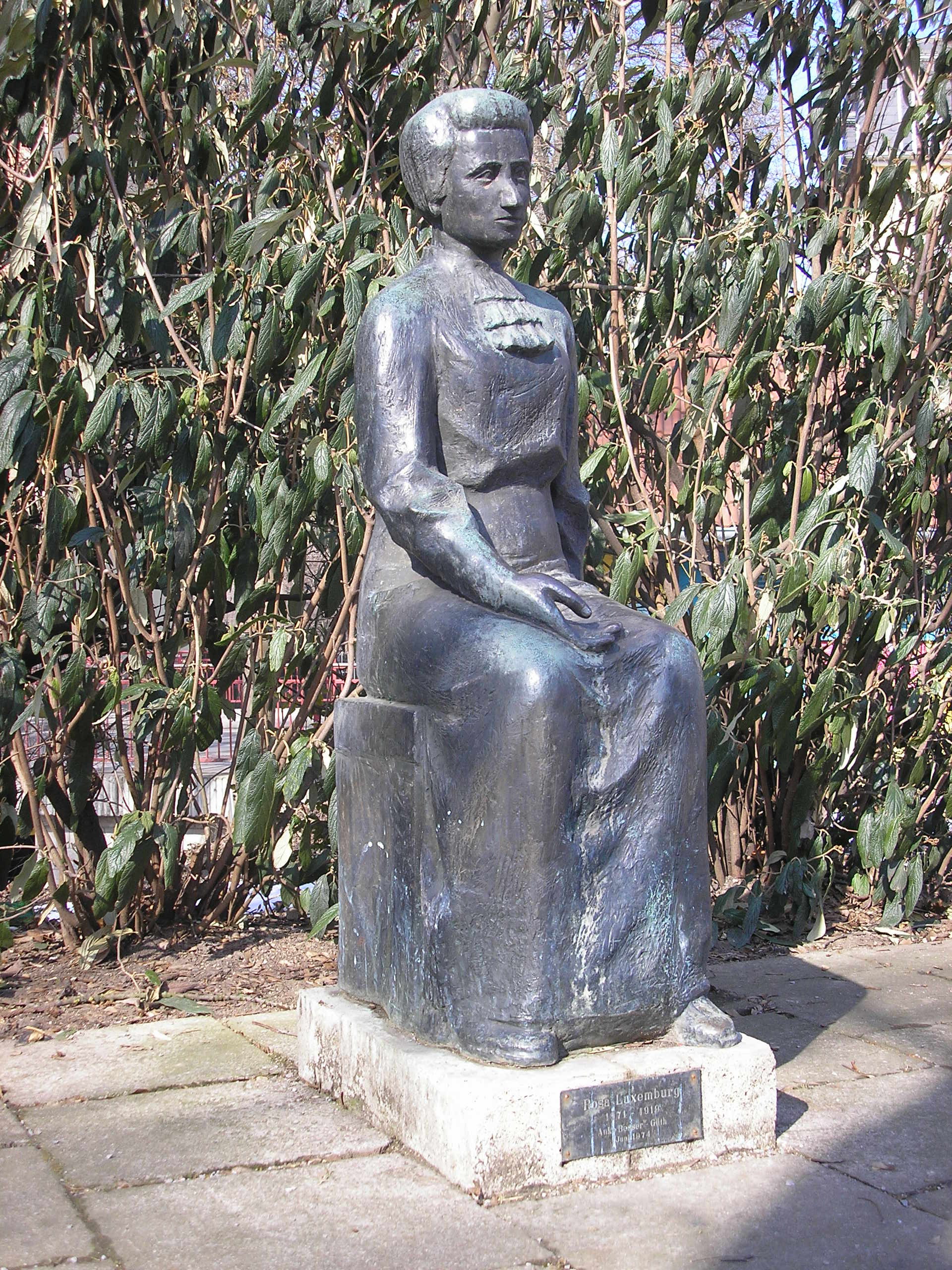
Das Rosa-Luxemburg-Denkmal am Talknoten

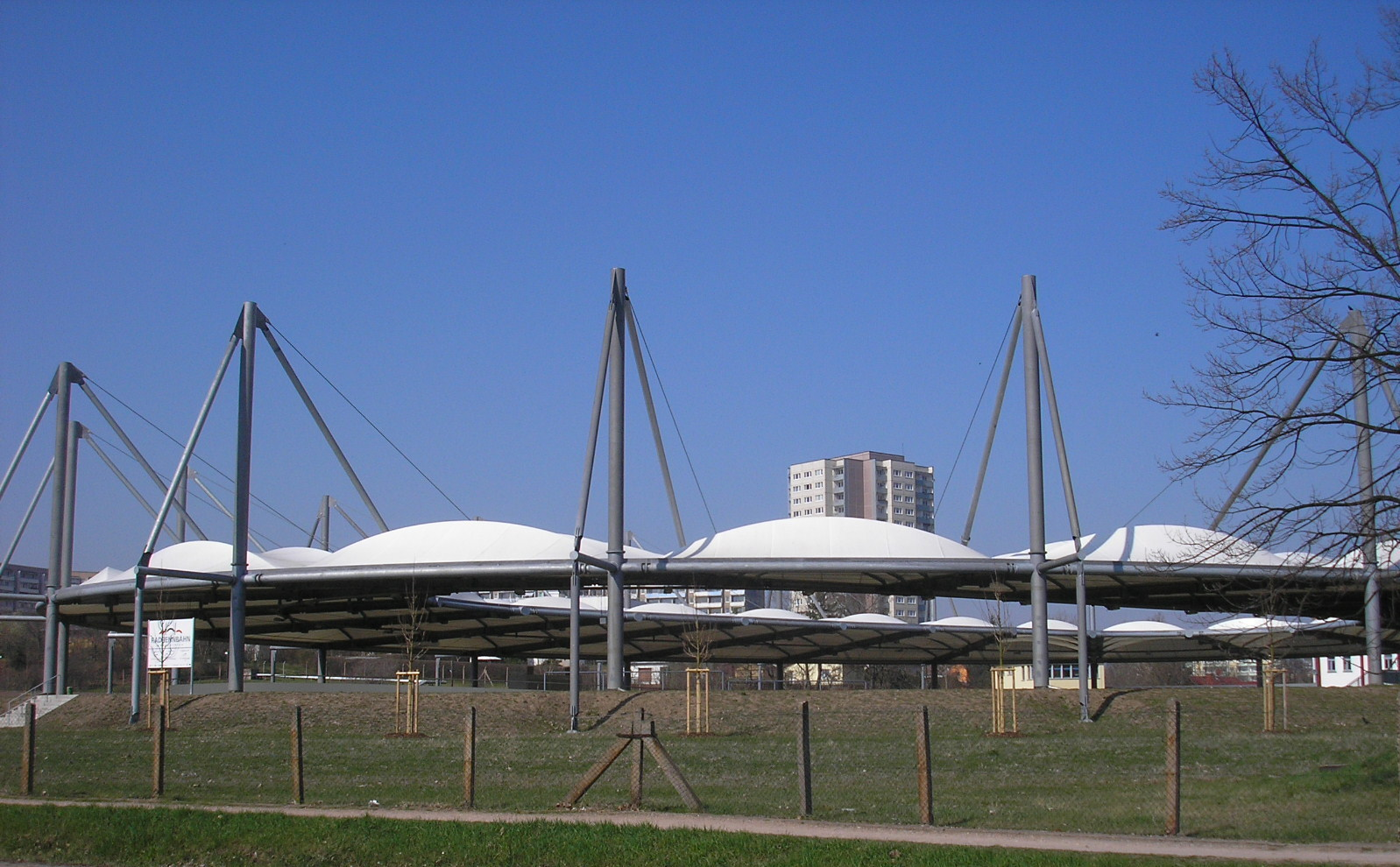
Die Radrennbahn im Andreasried

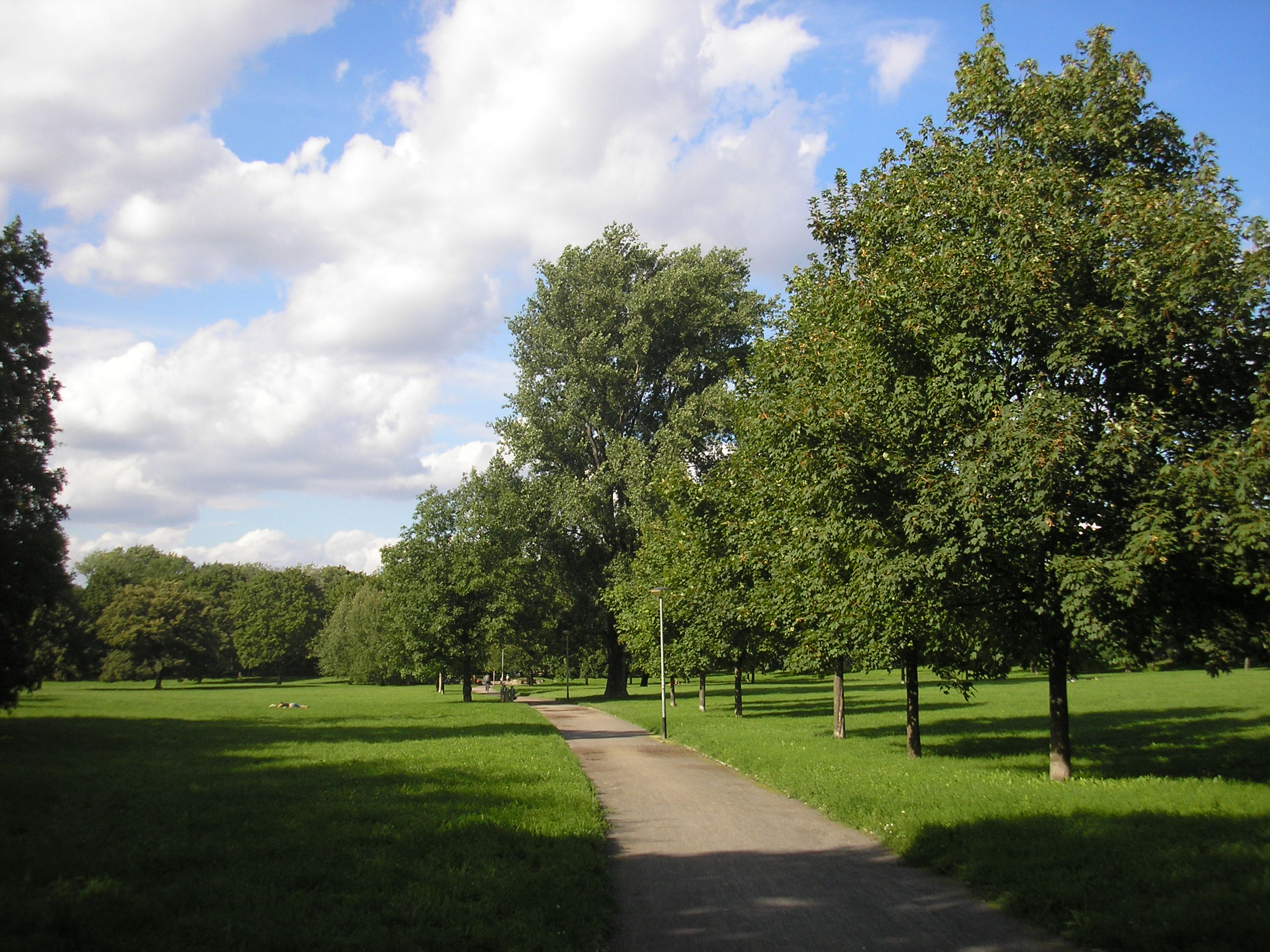
Der Nordpark

| Viertel (nicht offiziell)                                                | Blockgruppen (offiziell) | Fläche (km²) | Einwohner (2000) | Einwohner (2007) | Einwohner (2015) | Bevölkerungsdichte |
| ------------------------------------------------------------------------ | ------------------------ | ------------ | ---------------- | ---------------- | ---------------- | ------------------ |
| Einfamilienhaussiedlungen Augsburger Straße + Heinrich-Hübschmann-Ring   | 411                      | 0,47         | 8                | 303              | 476              | 1.013              |
| Hungerbachsiedlung, Universität [Studentenwohnheime], Klinikum, Nordpark | 412                      | 1,03         | 1.056            | 1.602            | 2.204            | 2.140              |
| Auenviertel                                                              | 421 + 422 + 424          | 0,28         | 3.531            | 4.101            | 4.436            | 15.843             |
| Mühlenviertel                                                            | 423 + 425                | 0,20         | 2.481            | 2.794            | 3.231            | 16.155             |
| Blumenviertel                                                            | 431 + 432                | 0,59         | 2.411            | 2.610            | 3.111            | 5.273              |
| Borntalviertel                                                           | 433 + 434 + 435          | 0,27         | 3.642            | 3.542            | 3.556            | 13.170             |

### Borntalviertel
Ganz im Südwesten der Andreasvorstadt liegt das Borntalviertel. Es wird etwa von der Heinrichstraße im Westen, dem Borntalweg im Norden, der Biereyestraße im Osten und der Binderslebener Landstraße im Süden begrenzt. Das Borntalviertel entstand im Wesentlichen in drei Bauphasen. Ganz im Osten, zwischen Blumenstraße und Gutenbergplatz befinden sich drei Häuserblöcke mit der für die Erfurter Vorstädte typischen Bebauung aus viergeschossigen Mietshäusern aus der Zeit zwischen etwa 1880 und 1910 mit historistischem Fassadendekor. In einer zweiten Bauphase zwischen 1920 und 1940 entstand der mittlere Teil des Borntalviertels zwischen Gutenbergplatz und Stolzestraße sowie die Bebauung auf der Südseite der Gutenbergstraße, ebenfalls im Geschosswohnungsbau in Formen der zeittypischen Architektur, einer Mischung aus der Formensprache des Bauhauses und des Heimatschutzstils. Meist wurden hier aber nur noch drei Geschosse gebaut und größere Gärten hinter den Häusern angelegt, um die Wohnsituation zu verbessern. Als Bauherr waren hier verschiedene Wohnungsbaugenossenschaften tätig. Der westliche Teil des Borntalviertels bis an die Heinrichstraße wurde erst in den 1950er/60er-Jahren bebaut. Hier entstanden die DDR-typischen Altneubauten, errichtet durch die Erfurter Wohnungsbaugenossenschaft Borntal.
Im Borntalviertel befindet sich die Gutenberg-Schule am Gutenbergplatz, die 1909 errichtet wurde und seit 1991 als Gymnasium genutzt wird. Bekannt wurde sie durch den Amoklauf von Erfurt am 26. April 2002. Danach wurde es geschlossen, bis 2005 saniert und seitdem wieder genutzt. Am Eingang befindet sich eine Gedenkstätte für die 17 Todesopfer des Amoklaufs. Weitere Bildungseinrichtungen im Viertel sind der Moritzkindergarten und der Fröbelkindergarten. Der Fußballverein des Viertels ist der FC Borntal Erfurt, der 1950 gegründet wurde und zeitweise in der DDR-Bezirksliga (3. Liga) spielte.
Seinen Namen hat das Borntalviertel vom Borntal, an dessen südlichem Hang hin zum Petersberg das Viertel liegt. Das fruchtbare Borntal wurde als Flurname bereits 1456 das erste Mal erwähnt und diente den Gärtnereien von N.L. Chrestensen zur Blumensamenzucht.

### Blumenviertel
Nördlich an das Borntalviertel schließt sich das Blumenviertel an. Es erstreckt sich zwischen der Blumenstraße im Südwesten und der Nordhäuser Straße im Nordosten. Auch das Blumenviertel entstand in mehreren Bauphasen. Der älteste Teil von der Bergstraße bis zur Veilchenstraße entstand zwischen 1880 und 1910, einzelne Häuser auch etwas danach und umfasst die typischen viergeschossigen Mietshäuser. An der Mühlhäuser Straße liegen teilweise auch kleinere Gebäude aus der ersten Zeit der vorstädtischen Bebauung unmittelbar nach 1873. In den 1920er/30er-Jahren entstand die Bebauung auf der Nordseite der Veilchenstraße mit einzeln stehenden Mietshäusern. Es folgte in den 1950er/1960er-Jahren eine Bebauung mit Altneubauten zwischen der Blumenstraße, der Veilchenstraße und der Mühlhäuser Straße. Seit 2008 entsteht auf der verbliebenen Freifläche zwischen der Veilchenstraße im Süden und der Universität im Norden eine neue Einfamilienhaussiedlung mit dem Namen Universitätsgarten, wofür eine Kleingartenanlage am Amploniusweg abgerissen wurde. Im Westen des Blumenviertels an der Dahlienstraße liegt die Kleingartenanlage Sankt Andreas, während sich im Norden des Blumenviertels sogar noch einige landwirtschaftliche Nutzflächen (Futterwiesen) befinden.
Am Ende der Blumenstraße liegt die Jacob-und-Wilhelm-Grimm-Schule, eine Grundschule mit Hort. Sie wurde zu DDR-Zeiten als Plattenbau errichtet und ist seit 1999 Europaschule mit erweitertem Fremdsprachenunterricht. Seinen Namen hat das Blumenviertel davon, dass die meisten Straßen hier nach Blumenarten benannt sind, um an die Tradition der Blumensamenzucht in dieser Gegend anzuknüpfen.

### Auenviertel
Östlich an die Nordhäuser Straße knüpft ein weiteres Altbauviertel, das Auenviertel, an. Es erstreckt sich von ihr im Westen bis an die Gera im Osten, die Moritzwallstraße/Schlüterstraße im Süden und die Baumerstraße/Karlstraße im Norden. Auffällig ist hier die Auenschanze, ein Hügelvorsprung, der aus militärischen Gründen aufgeschüttet wurde und heute die Topografie des Viertels bestimmt. So besteht zwischen der Baumerstraße und der benachbarten Auenstraße teilweise ein Höhenunterschied von knapp 25 Metern, der durch zwei Treppen (Treppenstraße und Oskarstraße) überwunden wird.
Die Bebauung des Viertels ist relativ homogen und entstand zwischen 1880 und 1910 in Form von viergeschossigen Mietshäusern in geschlossenen Quartieren. In den Innenhöfen dieser Viertel befanden sich jedoch keine weiteren Wohnhäuser. Früher wurden sie für Kleingewerbe (Werkstätten, Ställe usw.) genutzt, während heute einige dieser Hintergebäude abgerissen und zu Grünflächen umgewandelt sind. Die Quartiere im Bereich der Karlstraße entstanden bereits um 1900 durch Baugenossenschaften, woran seit 1911 ein Denkmal für Ferdinand Schmidt, den ersten Vorsitzenden der Baugenossenschaft, in der Karlstraße erinnert. Die Bebauung auf der Ostseite der Adalbertstraße entstand erst von 1920 bis 1922. Im Auenviertel wurden in den 1970er-Jahren großflächig Altbauten saniert, um den Wohnraummangel in Erfurt abzumildern. Dabei wurden die Fassaden entstuckt, sodass man diese Gebäude heute noch an ihren glatten, unverzierten Fassaden erkennen kann. 2012/2013 entsteht auf der Brachfläche zwischen Adalbert- und Waldemarstraße der Wohnkomplex „Auenhöfe“ nach einem Entwurf der Weimarer Architektin Anke Schettler. Zur Adalbertstraße werden drei- und viergeschossige Mietshäuser errichtet, dahinter entstehen bis an die Gera vier Reihen von Einfamilien-Stadthäusern.
Das Auenviertel war 2007 das am dichtesten besiedelte Viertel Erfurts. Zwar ist die Bebauung prinzipiell nicht dichter als in vergleichbaren Vierteln Erfurts, allerdings gibt es im Auenviertel praktisch keine größeren Freiflächen.
Im Südosten des Viertels befindet sich der Fachbereich Architektur und Stadt- und Raumplanung der Fachhochschule Erfurt im Gebäude der früheren preußischen Baugewerbeschule von 1901 an der Schlüterstraße. An der Auenstraße im Süden befindet sich die Moritzschule, eine Grundschule in einem Gebäude aus der Bebauungszeit des Auenviertels. Weitere Einrichtungen im Viertel sind der Kindergarten am Nordpark und das Jugendhaus Fritzer an der Talstraße. An der Treppenstraße befand sich früher eine Brauerei, der 1865 gegründete Auenkeller.
Am Rand im Nordosten liegt die Lutherschule, ein großer Schulbau von 1912, der sowohl Elemente des Jugendstils als auch des Neoklassizismus vereint. Zwischen 1956 und 1976 war neben der regulären Schule auch die Kinder- und Jugendsportschule des Bezirks hier untergebracht. An ihre Stelle trat eine Förderschule, die das Gebäude mittlerweile allein nutzt. Vor der Schule befindet sich das Lutherdenkmal, das ebenfalls 1912 entstand. Es beinhaltet ein Bronzerelief des Jugendstil-Künstlers Wilhelm Mues.
Die Straßen im Viertel sind teilweise nach Königen des Heiligen Römischen Reichs benannt. Seinen Namen hat das Viertel von seiner Lage in der Aue der Gera und seiner Hauptstraße, der Auenstraße.

### Mühlenviertel
Auf der anderen Seite der Gera erstreckt sich im Osten mit dem Mühlenviertel ein letztes Altbauviertel in der Andreasvorstadt. Eingegrenzt wird es von der Gera im Westen und Süden, der Magdeburger Allee im Osten und dem Papiermühlenweg im Norden. Es entstand wie das benachbarte Auenviertel zwischen 1880 und 1910, wobei sich an der Magdeburger Allee auch noch kleinere Mietshäuser aus der Zeit unmittelbar nach der Freigabe der Bannmeile der Festung 1873 befinden. Stärker als die anderen Viertel der Andreasvorstadt war das Mühlenviertel durch die Mischung von Wohnnutzung (an den Straßen) und Gewerbe (in den Innenhöfen) geprägt. Das Viertel wird von der Schmalen Gera durchzogen, ferner bestand hier bis um 1900 auch der Gerbergraben im Bereich der Gerberstraße, sodass zahlreiche Anlagen durch Wasserkraft betrieben werden konnten. Daher leitet sich auch der Name des Viertels und seiner Straßen ab.
Im Süden des Mühlenviertels liegt die berufsbildende Ludwig-Erhard-Schule. Am südöstlichen Rand des Mühlenviertels liegt der Talknoten, ein Verkehrsknoten, der in seiner heutigen Form erst seit den 1960er-Jahren besteht. Früher befand sich in der Schlüterstraße keine Brücke über die Gera und der Stadtring führte in beiden Richtungen durch die Talstraße. Seit 2009 ist der Platz am Talknoten nach Rosa Luxemburg benannt. Neben einem Denkmal für Luxemburg von 1971 besteht hier ein kleiner Park mit einem Springbrunnen. Das Denkmal wurde von Anke Besser-Güth geschaffen und sollte ursprünglich in der Bezirksparteischule der SED aufgestellt werden, die allerdings den Namen Ernst Thälmanns erhielt. So kam das Denkmal stattdessen an seinen heutigen, recht versteckten Standort. Bis zum Umbau des Talknotens befand sich auf dem Gelände ein Volksbadehaus. Außerdem befindet sich an der Brücke in der Schlüterstraße ein Düker, an dem seit 1898 die Schmale Gera unter dem Flutgraben hindurch geleitet wird.
Im Osten des Mühlenviertels befand sich ein 1885 hier gegründetes Werk der Schuhfabrik Lingel bzw. zu DDR-Zeiten das Werk III der Schuhfabrik Paul Schäfer, das 1993 abgewickelt wurde. Nachdem 2008/09 mit deren Abriss begonnen wurde, kam es zu Streitigkeiten zwischen dem Investor und dem Bauamt, sodass sich dieser zurückzog und gegenüber der Lutherkirche an der Magdeburger Allee seitdem eine halb abgerissene Ruine stand. Im Oktober 2010 gestalteten Streetart-Künstler die Fassade der Ruine mit großflächigen Graffiti und machten das Gebäude zu einem von wenigen Streetart-Kunstwerken in Erfurt. Schon im Frühjahr 2011 wurde die Fabrik vollständig abgerissen.

### Nördliche Andreasvorstadt
Nördlich der Altbauviertel im Süden der Andreasvorstadt liegen wichtige Einrichtungen der Stadt Erfurt. So erstreckt sich westlich der Nordhäuser Straße nördlich des Blumenviertels der Campus der Universität Erfurt. Er entstand 1953 mit der Gründung der Pädagogischen Hochschule Erfurt und wurde 2001 zum Sitz der Universität. Nachfolgend wurde hier der Neubau der Universitäts- und Forschungsbibliothek Erfurt/Gotha errichtet. Gegenüber der Universität auf der östlichen Seite der Nordhäuser Straße liegt das Klinikum Erfurt, die ehemalige Medizinische Akademie Erfurt. Es gehört zu den Helios Kliniken. Noch weiter östlich zwischen dem Klinikum und der Gera liegt der Nordpark mit dem 2010 wiedereröffneten Nordbad Erfurt.
Ende der 1930er-Jahre entstand nördlich von Universität und Klinikum die Hungerbachsiedlung, ein weiteres Viertel der Andreasvorstadt. Dort befinden sich eine Wendeschleife und ein Betriebshof der Erfurter Stadtbahn. Nördlich der Riethstraße liegen einige Sportanlagen, unter anderem auch die 1885 eröffnete Radrennbahn Andreasried, die als älteste noch in Benutzung befindliche Radrennbahn der Welt gilt und das nördliche Ende der Andreasvorstadt markiert. Westlich der Nordhäuser Straße erstreckt sich der Stadtteil noch weiter nach Norden, bis an den Grenzweg, die alte Grenze zwischen Erfurt und Gispersleben. Hier befindet sich ein Gewerbegebiet sowie ein neu angelegtes Einfamilienhaus-Viertel um den Heinrich-Hübschmann-Ring.

## Einwohnerentwicklung
Die Einwohnerzahl der Andreasvorstadt lag 1990 bei 17.000. Bis zum Jahr 2000 folgte ein Rückgang der Zahl um ein Viertel auf 13.000. Hauptgrund war die schlechte Wohnsituation in den unsanierten Altbauvierteln der Andreasvorstadt, die oftmals nicht über Badezimmer und Zentralheizungsanlagen verfügten. Ziele der Fortziehenden waren vor allem andere Stadtteile Erfurts, besonders die wachsenden dörflichen Vororte (starke Suburbanisierungswelle während der 1990er-Jahre), einige kehrten der Stadt auf Grund der schlechten wirtschaftlichen Situation aber auch ganz den Rücken. Die Sanierungsmaßnahmen an der Bausubstanz begannen bereits kurze Zeit nach der Wiedervereinigung und haben im Jahr 2010 einen relativ hohen Flächendeckungsgrad erreicht. Allerdings gibt es auch noch leerstehende, unsanierte Gebäude, beispielsweise im verkehrsreichen Kreuzungsbereich Nordhäuser Straße/Bergstraße und generell an den Hauptverkehrsstraßen.
Eine Gebäudezählung im Jahr 2006 ergab, dass es in der Andreasvorstadt 1312 Gebäude gibt, in denen sich 9212 Wohnungen befanden, von denen wiederum 1160 oder 13 % leer standen. Komplett leer standen jedoch nur 48 Häuser mit 298 Wohnungen. Bis zum Jahr 2009 erhöhte sich die Anzahl der Wohnungen leicht auf 9299, auch die Gebäudezahl stieg auf 1362, während der Leerstand auf 1082 Wohnungen (11,6 %) zurückging. Die Zahl der Komplettleerstände sank in den drei Jahren sogar um rund 30 % und liegt nun bei 34 Gebäuden mit 208 Wohnungen.
2001 nahm der Campus der Universität an der Nordhäuser Straße den Lehrbetrieb auf, was der bestimmende demografische Faktor der Andreasvorstadt wurde. So zogen viele Studenten in das Viertel, mit der Einführung der Zweitwohnungsteuer in Erfurt 2003 wurde zudem erreicht, dass diese Studenten ihren Hauptwohnsitz in Erfurt anmelden und damit in der Bevölkerungsstatistik erfasst werden. In Zukunft kann die Einwohnerzahl der Andreasvorstadt noch um knapp 10 % steigen, wenn man von einem sehr geringen Wohnungsleerstand ausgeht. Damit würde wieder annähernd die Bevölkerungszahl von 1990 erreicht werden. Dies ist jedoch nur durch die Errichtung neuer Wohnungen, insbesondere im Umfeld der Uni sowie weiter nördlich am Heinrich-Hübschmann-Ring möglich, da der benötigte Wohnraum pro Kopf heute wesentlich höher liegt, als 1990 und zu DDR-Zeiten, was dazu führt, dass heute in einer gleich groß gebliebenen Wohnung weniger Menschen wohnen, als früher.
Die Bevölkerungsstruktur ist deutlich durch die Universität geprägt, so stellen die 20- bis 30-Jährigen die größte Bevölkerungsgruppe, wobei der Frauenanteil stark über dem Männeranteil liegt (analog zum Studentenprofil der Universität). Die Geburtenrate (etwa 180 Geburten pro Jahr) liegt dadurch bedingt etwa 50 % über der Sterberate (etwa 120 Sterbefälle pro Jahr), der Wanderungssaldo (etwa 1200 Zuzüge und 1100 Fortzüge pro Jahr) ist ebenfalls positiv, weshalb die Andreasvorstadt weiter wächst (soweit es der zur Verfügung stehende Wohnraum zulässt). In der Andreasvorstadt leben etwa 500 Ausländer, was einen Anteil von rund 3,5 % ausmacht.
Daten der Stadtverwaltung Erfurt, jeweils zum 31. Dezember.
| Jahr | Einwohnerzahl | Entwicklung (1990 = 100 %) | Entwicklung Erfurt (1990 = 100 %) |
| ---- | ------------- | -------------------------- | --------------------------------- |
| 1990 | 17.000        | 100,0                      | 100,0                             |
| 1995 | 14.452        | 85,0                       | 93,4                              |
| 1996 | 13.837        | 81,4                       | 91,9                              |
| 1997 | 13.167        | 77,5                       | 90,6                              |
| 1998 | 13.142        | 77,3                       | 89,3                              |
| 1999 | 13.200        | 77,6                       | 88,0                              |
| 2000 | 13.130        | 77,2                       | 87,6                              |
| 2001 | 13.217        | 77,7                       | 87,4                              |
| 2002 | 13.234        | 77,8                       | 87,2                              |
| 2003 | 13.823        | 81,3                       | 88,0                              |
| 2004 | 14.285        | 84,0                       | 88,4                              |
| 2005 | 14.593        | 85,8                       | 88,5                              |
| 2006 | 14.911        | 87,7                       | 88,4                              |
| 2007 | 14.952        | 88,0                       | 88,5                              |
| 2008 | 15.205        | 89,4                       | 88,5                              |
| 2009 | 15.397        | 90,6                       | 88,8                              |
| 2010 | 15.556        | 91,5                       | 89,2                              |
| 2011 | 15.769        | 92,8                       | 89,8                              |
| 2012 | 16.020        | 94,2                       | 90,4                              |
| 2013 | 16.330        | 96,1                       | 91,1                              |
| 2014 | 16.611        | 97,7                       | 91,7                              |
| 2015 | 17.014        | 100,1                      | 93,3                              |
| 2016 | 16.859        | 99,2                       | 93,9                              |

## Wirtschaft und Verkehr
Während die Viertel im Süden der Andreasvorstadt mittlerweile reine Wohnviertel sind, befinden sich im Norden mit dem Klinikum und der Universität zwei der bedeutendsten Arbeitgeber der Stadt. Allein am Klinikum arbeiten etwa 1600 Menschen.
Hauptverkehrsstraße des Stadtteils ist die Nordhäuser Straße. Wichtige Querstraßen von ihr sind die Bergstraße, die Blumenstraße, die Mühlhäuser Straße und die Riethstraße. Auf der Nordhäuser Straße verlaufen die Stadtbahnlinien 3 und 6, die für eine gute ÖPNV-Anbindung sorgen. Das Mühlenviertel wird durch die Linien 1 und 5 auf der Magdeburger Allee erschlossen und das Borntalviertel durch die Linie 4 auf der Binderslebener Landstraße.

## Politik und Wahlen
Da die Andreasvorstadt zwar einen Stadtteil, nicht aber einen Ortsteil nach § 45 der Thüringer Kommunalordnung bildet, gibt es für sie keine politischen Gremien wie Ortsteilrat oder Ortsteilbürgermeister.
Die Andreasvorstadt ist Teil des Landtagswahlkreises Erfurt II, für den Susanne Hennig (Die Linke) im fünften Thüringer Landtag sitzt. Sie erhielt hier 28,6 % der Stimmen. Traditionell war die Andreasvorstadt ein Arbeiterstadtteil, heute finden sich hier jedoch alle gesellschaftlichen Schichten mit einer Überrepräsentanz junger Menschen, besonders von Studenten, während die wohlhabenden bürgerlichen Oberschichten deutlich unterrepräsentiert sind. Dabei sind die westlichen Teile der Andreasvorstadt (Borntalviertel, Blumenviertel) etwas bürgerlicher und die östlichen (Auenviertel, Mühlenviertel) etwas linksorientierter, auch das Durchschnittsalter ist im Westen etwas höher als im Osten. Dies schlägt sich auch in den Wahlergebnissen des Stadtteils nieder, die nicht nur durch eine geringe Wahlbeteiligung, sondern auch durch eine Stärkung von SPD und Grünen und demgegenüber eine schwache CDU geprägt sind. Die Ergebnisse von Linkspartei und FDP liegen dagegen im Erfurter Durchschnitt.
| Partei          | Stadtrat 2009 | Landtag 2009 | Europa 2009 | Bundestag 2013 | Bundestag 2017 | Bundestag 2021 |
| --------------- | ------------- | ------------ | ----------- | -------------- | -------------- | -------------- |
| CDU             | 19,1          | 21,5         | 20,9        | 30,1           | 22,3           | 10.5           |
| Die Linke       | 17,6          | 27,6         | 21,5        | 23,1           | 21,6           | 16,4           |
| SPD             | 34,8          | 20,9         | 20,8        | 18,4           | 14,2           | 22,4           |
| Grüne           | 14,4          | 14,2         | 15,7        | 9,7            | 9,1            | 15,8           |
| FDP             | 4,4           | 7,7          | 6,1         | 2,0            | 7,9            | 9,1            |
| AfD             | –             | –            | –           | 7,5            | 16,6           | 15,3           |
| Freie Wähler    | 7,1           | 3,6          | [ 20 ]      | 1,5            | 1,0            | 1,6            |
| Wahlbeteiligung | 36,9          | 41,6         | 37,1        | 53,9           | 55,3           | 47,8           |